# デリック・ブラウン (アメリカンフットボール)
デリック・ブラウン（Derrick Brown, 1998年4月15日- ）は、アメリカ合衆国ジョージア州シュガーヒル出身のプロアメリカンフットボール選手。NFLのカロライナ・パンサーズに所属している。ポジションはディフェンシブタックル。

## 経歴

### カレッジ
オーバーン大学では3年目の2018年シーズンに48タックル、4.5サックを記録し、オールSEC最優秀守備選手賞を受賞した。
2019年シーズンは55タックル、4サックを記録し、SEC最優秀守備選手賞を受賞した。
| シーズン | チーム     | 学年 | 試合 | タックル | タックル | タックル | タックル | タックル | インターセプト | インターセプト | ファンブル | ファンブル |
| シーズン | チーム     | 学年 | 試合 | Solo     | Ast      | Tot      | Loss     | Sk       | Int            | PD             | FF         | FR         |
| -------- | ---------- | ---- | ---- | -------- | -------- | -------- | -------- | -------- | -------------- | -------------- | ---------- | ---------- |
| 2016     | オーバーン | 1    | 8    | 3        | 8        | 11       | 1.5      | 1.0      | 0              | 1              | 0          | 1          |
| 2017     | オーバーン | 2    | 13   | 28       | 29       | 57       | 9.5      | 3.0      | 0              | 1              | 2          | 0          |
| 2018     | オーバーン | 3    | 13   | 26       | 22       | 48       | 10.5     | 4.5      | 0              | 2              | 1          | 1          |
| 2019     | オーバーン | 4    | 12   | 32       | 22       | 54       | 11.5     | 4.0      | 0              | 4              | 2          | 2          |
| 通算     | 通算       | 通算 | 46   | 89       | 81       | 170      | 33.0     | 12.5     | 0              | 8              | 5          | 4          |

### カロライナ・パンサーズ
| 6 ft 4+5⁄8 in (195 cm)      | 326 lb (148 kg) | 34+1⁄4 in (87 cm) | 9 in (23 cm) | 5.16 s | 4.79 s | 8.22 s | 27.0 in (69 cm) | 9 ft 0 in (2.74 m) | 28 回 |
| All values from NFL Combine |                 |                   |              |        |        |        |                 |                    |       |

2020年のNFLドラフトにて全体7位でカロライナ・パンサーズから指名され、その後4年総額2,362万ドルのルーキー契約を結んだ。
2020年シーズン、第15週のグリーンベイ・パッカーズ戦でアーロン・ロジャースから2サックを記録した。
2023年5月1日、チームから5年目の契約オプションを行使された。シーズンでは全17試合に先発出場して103タックル、2サックを記録し、自身初のプロボウルに選出された。
2024年4月5日、パンサーズと4年9,600万ドルの契約延長に合意した。シーズンでは第1週のニューオーリンズ・セインツ戦で膝を負傷し、その後のシーズンを全休した。